# Mike Westbrook

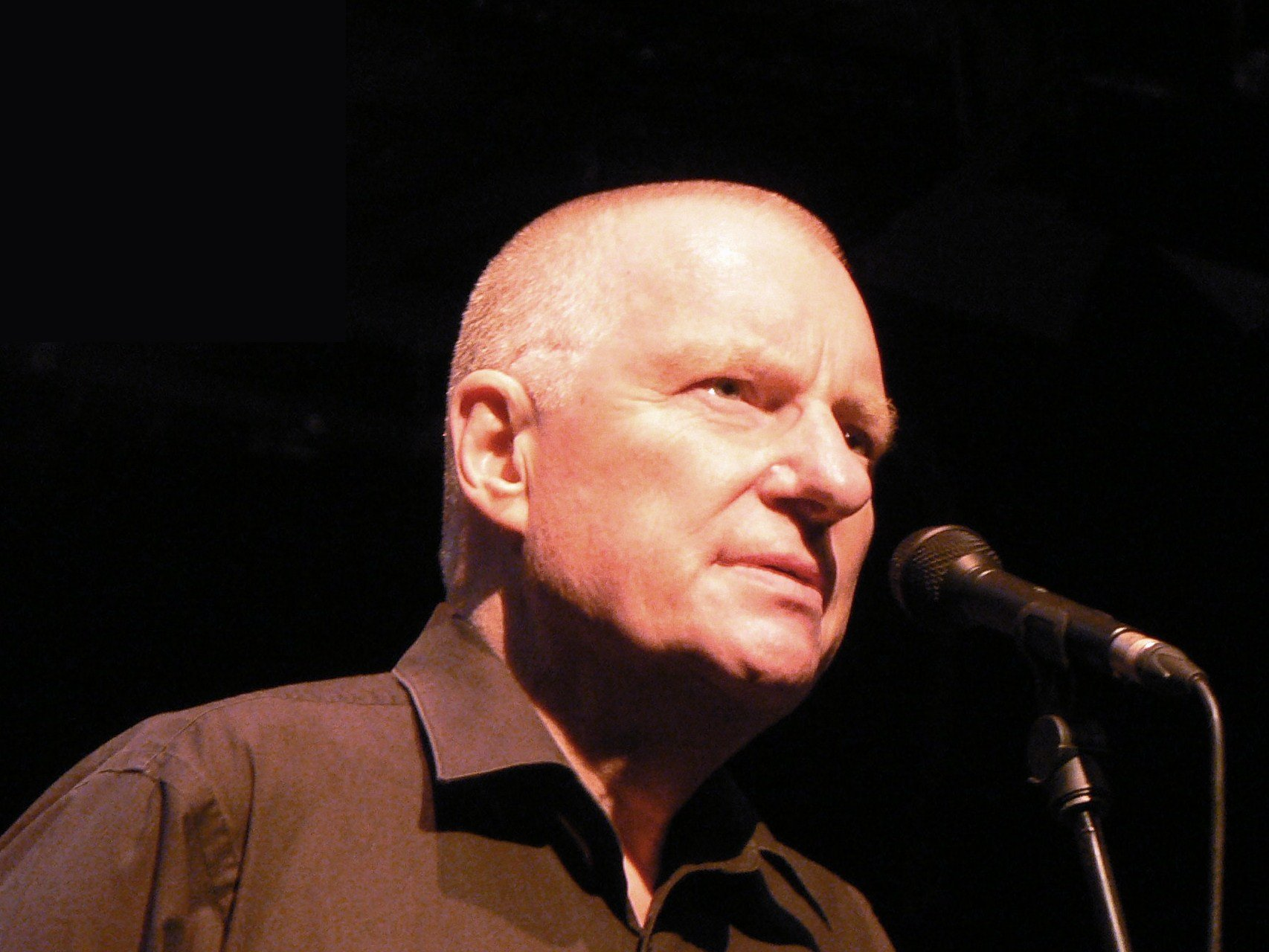
Mike Westbrook (2008)

 Michael John David „Mike“ Westbrook (*  21. März 1936 in High Wycombe, England) ist ein britischer Jazzmusiker (Piano, Tuba, Bandleader, Kompositionen, Arrangements). Sein Werk ist in hohem Grade „verantwortlich für die Emanzipation des britischen Jazz“ von amerikanischen Vorbildern (Ian Carr).

## Leben und Wirken
Westbrook, Sohn einer Klavierlehrerin und eines Amateurschlagzeugers, hatte ersten Unterricht bei seiner Mutter, erlernte das Instrument – wie später auch Trompete – aber weitgehend autodidaktisch. Bis 1962 studierte er in Plymouth und London bildende Kunst, wobei er sich auch mit Jazz beschäftigte, ist jedoch als Komponist und Arrangeur ohne Formalausbildung. 1960 veranstaltete er am Plymouth Arts Centre einen Jazz-Workshop mit einer Band, der u. a. John Surman und Keith Rowe angehörte. 1962 zog er nach London, wo er zunächst als Kunsterzieher tätig war, und gründete dort eine feste, sechsköpfige Gruppe, zu der Surman gehörte (Auftritt auf dem Montreux Jazz Festival 1968). Daneben gründete er 1967 die großformatige ‚Mike Westbrook Concert Band‘, mit der er seine längeren Kompositionen aufführte und zu der Musiker wie Harry Beckett, Kenny Wheeler, Alan Skidmore, Mike Osborne, Paul Rutherford, Michael Gibbs, Barre Phillips und Harry Miller gehörten. Zwischen 1970 und 1972 leitete er gemeinsam mit John Fox (‚Welfare State Theatre Group‘) die Multi-Media-Gruppe ‚Cosmic Circus‘. Mit seiner Gruppe ‚Solid Gold Cadillac‘ spielte er zwischen 1971 und 1973 Jazzrock; dabei waren u. a. Gitarrist Chris Spedding und Sänger Phil Minton beteiligt. 1973 gründete er seine ‚Brass Band‘, um mit ihr Jazz- und Vaudevilleproduktionen im Theater und Fernsehen aufzuführen. Sie bildete den Kern seiner Großbesetzungen für spezielle Projekte. Gemeinsam mit seiner Frau, der Sängerin Kate Westbrook, und dem Saxophonisten Chris Biscoe gründete er ein Trio; teilweise tritt er mit Kate Westbrook auch im Duo auf.
Seit den 1970er Jahren hat er unterschiedlichste Projekte vorgestellt – eine zeitgenössische Fassung von Rossinis Oper Wilhelm Tell mit der Fagottistin Lindsay Cooper ebenso wie eine Jazzfassung des Beatles-Albums Abbey Road. Andere Projekte setzten sich mit dem Werk von William Blake oder der Tradition von Duke Ellington auseinander, wie 1984 in On Duke’s Birthday. In musikalischer Hinsicht sorgte Westbrook für eine Erweiterung des Materials, in dem er Gassenhauer, Rock, Opernarien und ethnische Musik zur Grundlage für die Jazz-Improvisationen in diesen Produktionen machte. Das Projekt ‚The Cortège‘, das 1982 mit dem Grand Prix du Disque Montreux ausgezeichnet wurde, gilt als Opus magnum. 1986 tourten sie mit dem Extemporary Dance Theater unter der Choreographie von Emilyn Claid.
Westbrook ist mit seinen verschiedenen Projekten überall in Europa, aber auch in Übersee unterwegs gewesen. Er führte einige seiner Werke mit Rundfunkorchestern in Rom, Venedig, Stockholm und Kopenhagen auf; außerdem schuf er Musik für Fernsehspiele und Dokumentarfilme. „Immer wieder mag Westbrook auf höchstvergnügliche Weise zwischen Jazz und Klassik, Volksmusik und Rock, Varieté und Workshop zu vermitteln.“ (Eric Zwang Ericson)

## Lexigraphische Einträge
- Richard Cook: Jazz Encyclopedia. Penguin, London 2007; ISBN 978-0-14-102646-6.
- Wolf Kampmann (Hrsg.), unter Mitarbeit von Ekkehard Jost: Reclams Jazzlexikon. Reclam, Stuttgart 2003, ISBN 3-15-010528-5.
- Martin Kunzler: Jazz-Lexikon. Band 2: M–Z (= rororo-Sachbuch. Bd. 16513). 2. Auflage. Rowohlt, Reinbek bei Hamburg 2004, ISBN 3-499-16513-9.